# 橘高白墨
株式会社橘高白墨（きったかはくぼく）は、日本の文具メーカー。本社は広島県福山市。

## 概要
1924年に創業、1933年に設立し、日本で初めてラーフル（黒板拭き）を全国の学校に広めた事で知られている。
以降、主に白墨、黒板、展示パネルなど各種事務用品を製造・販売している。

## 製品

### 白墨（チョーク）
- キッタカチョーク（硫酸カルシウム製白墨） - 100本入り、20本入り
- ゴールデンチョーク（皮膜加工付き硫酸カルシウム製白墨） - 100本入り
- ランプチョーク（太軸硫酸カルシウム製白墨） - 25本入り
- αチョーク 晴雨両用 - 10本入り
- その他にも炭酸カルシウム製などのチョークも製造している

### ラーフル（黒板拭き）
- プラ台の黒板ふき
- ボール台の黒板ふき - 1934年に意匠登録した商品。

### 黒板用品
- キッタカ黒板
- 工事用黒板
- 展示用パネル - 自立式、組み立て式
- ステンレス製チョークバサミ